# ثوم أوليفييه
ثوم أوليفييه (باللاتينية: Allium olivieri) نوع نباتي عشبي يتبع جنس الثوم من الفصيلة الثومية.

## الموئل والانتشار
ينتشر في بلاد الشام.